# V Říši stříbrného lva

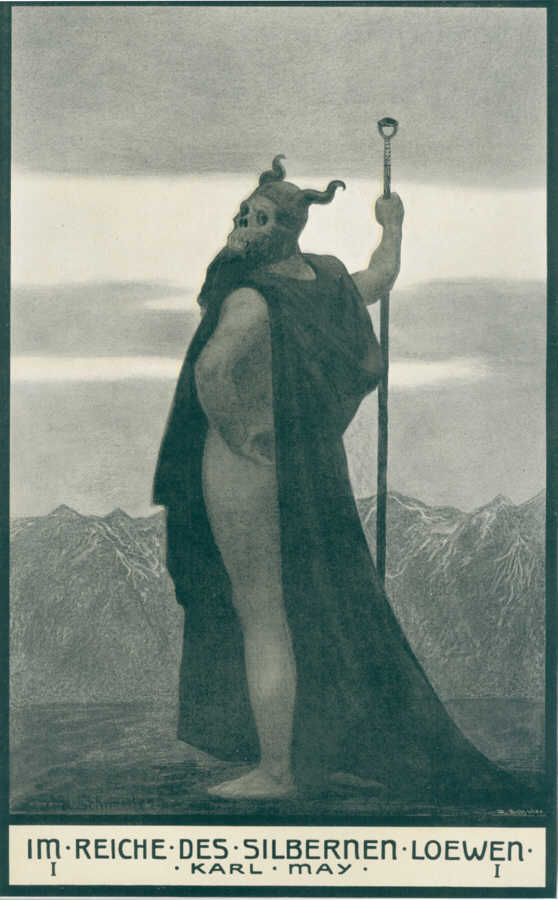
Obálka prvního dílu z roku 1904 od Saschy Schneidera.

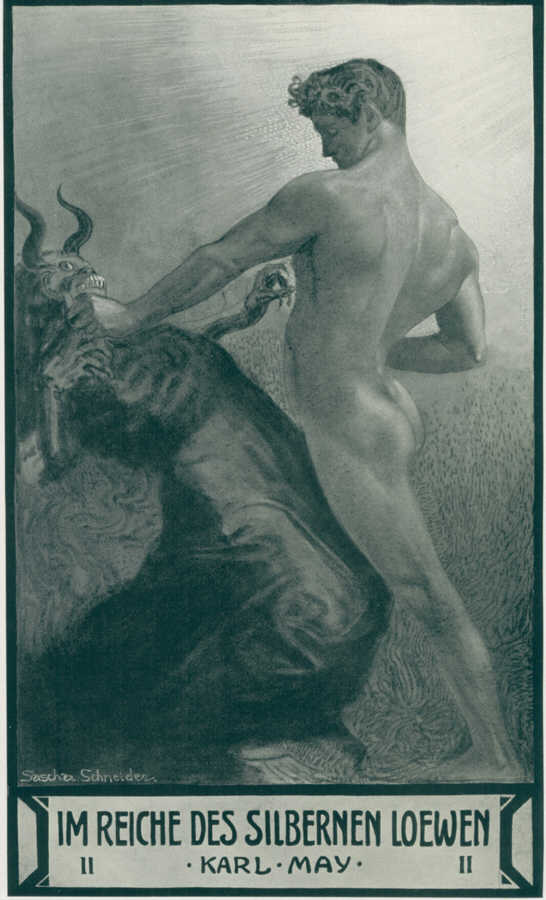
Obálka druhého dílu z roku 1904 od Saschy Schneidera.

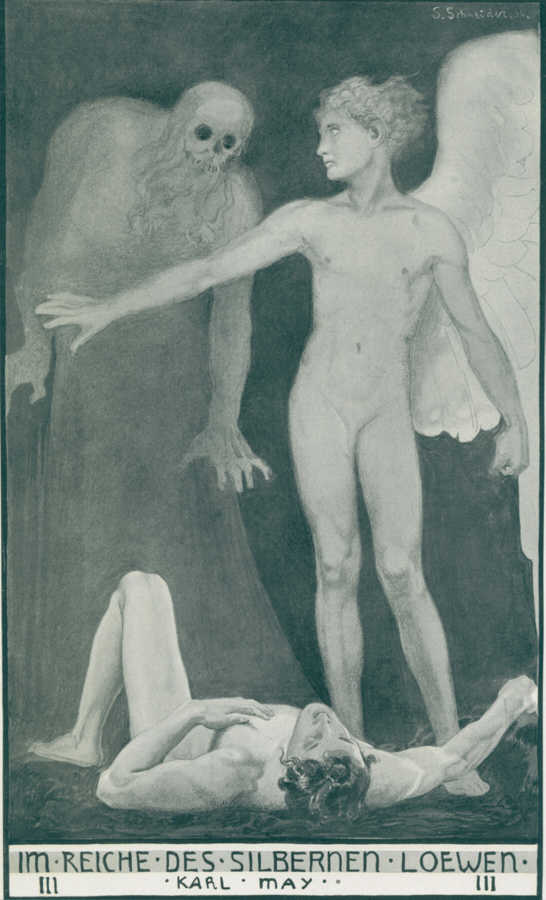
Obálka třetího dílu z roku 1904 od Saschy Schneidera.

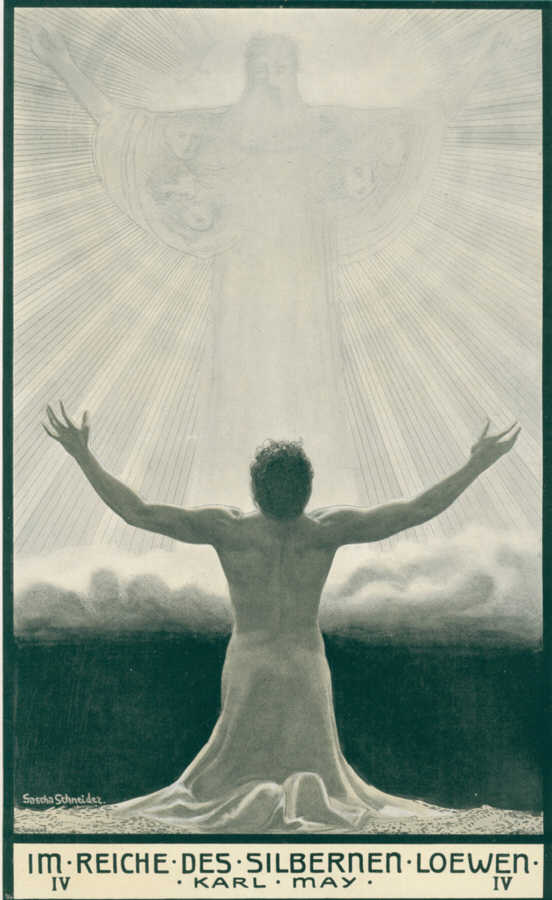
Obálka čtvrtého dílu z roku 1904 od Saschy Schneidera.

V Říši stříbrného lva (německy Im Reiche des silbernen Löwen) je čtyřdílný román německého spisovatele Karla Maye, který je mnohými odborníky považován za umělecky nejvýznamnější spisovatelův počin.

## Vývoj románu a jeho německá vydání
Na románu je velmi dobře vidět zlom v autorových názorech, ke kterým došlo během jeho cesty po Orientu. První dva díly románu napsal totiž Karel May ještě před touto cestou. V těchto dvou dílech prožívá hlavní hrdina románu Kara ben Nemsí svá dobrodružství ještě obvyklým "supermanským" způsobem, což se však ve třetím a čtvrtém dílu zásadně změní.
První dva díly románu vycházely nejprve na pokračování v katolickém týdeníku Deutscher Hausschatz z Řezna, první díl po názvem Die Rose von Schiras (Růže ze Šírázu) roku 1897 a druhý jako Am Turm zu Babel (U babylónské věže) v letech 1897–1898. Oba díly pak vyšly roku 1898 knižně jako dvacátý šestý a dvacátý sedmý svazek Mayových spisů v nakladatelství Friedrich Ernst Fehsenfeld ve Freiburgu. Třetí a čtvrtý díl dopsal May až po návratu ze své orientální cesty a tyto díly vyšly jako dvacátý osmý a dvacátý devátý svazek Mayových spisů v nakladatelství Friedrich Ernst Fehsenfeld ve Freiburgu roku 1902 a 1903.
Čtyřdílného vydání románu se drží i nakladatelství Karl-May-Verlag, které román v rámci Sebraných spisů Karla Maye vydává rovněž pod pořadovým číslem dvacet šest až dvacet devět. Jednotlivé svazky mají tyto názvy:
- Der Löwe der Blutrache (Lev krevní msty),
- Bei den Trümmern von Babylon (U trosek Babylónu),
- Im Reiche des silbernen Löwen (V Říši stříbrného lva) s podtitulem Die Schatten des Ahriman (Ahrimanovy stíny), díl první,
- Das versteinerte Gebet (Zkamenělá modlitba) s podtitulem Die Schatten des Ahriman (Ahrimanovy stíny), díl druhý.

## Děj románu
Příběh začíná v Americe těsně po smrti Vinnetoua. Old Shatterhand se vrací k Apačům, aby jim tuto smutnou zprávu sdělil. Na cestě se seznámí s Peršanem Džafarem, kterého zachrání ze zajetí Komančů. Děj se pak přenáší do Bagdádu a do okolí starověkého Babylónu, kudy Kara ben Nemsí, doprovázený jako vždy věrným Hadží Halefem Omarem, putuje do Persie do města Šírázu. Na cestě pomáhá osvobodit tajemnou kurdskou princeznu a svou přítelkyni Maru Durimeh a postupně se seznamuje s tajemnou zločineckou organizací tzv. sillů (stínů), boj proti kterým je obsahem dalších dvou dílů.
Ve třetím a čtvrtém díle románu se Kara ben Nemsí v podstatě stává obyčejným člověkem. Nechá si od stínů ukradnout koně i zbraně a nasypat do kávy opium. Stává se jejich zajatcem a ze zajetí musí být zachráněn. Nakonec nakažen tyfem upadá do spánku podobnému smrti. Znovuzrozený pak navždy zapuzuje svého individualistického ducha a vzdává se svých válečných jmen Kara ben Nemsí i Old Shatterhand. Společně s Halefem, který rovněž onemocní tyfem, jsou v ošetřování kmene Džamikuniů, který vede moudrý a ušlechtilý Ustad. Ten stojí v protikladu proti místnímu fanatickému pojetí islámu, a proto je stíny a jejich vůdcem, zločinným Ahrimanem Mirzou, nenáviděn. Ustad zná nejen Maru Durimeh, ale také Džafara, který je v Persii významným mužem a kterého chtějí stíni také zavraždit. Závěr románu je věnován konečnému střetnutí se stíny, jejichž velitel Ahriman Mirza po porážce zešílí.
Příběh je protkán filozofickými úvahami nad otázkami lidského bytí a posmrtného života v Evropě i v Orientu, čímž román nabývá společensky a lidsky závažnějšího charakteru. Velkou myšlenkovou silou působí v románu, mimo jiné, také scéna prohlídky tajemného zatopeného podzemí pod údolím Džamikuniů, ve kterém Kara ben Nemsí nachází sochu, působící na něj svou uměleckou silou jako zkamenělá modlitba.

## Česká vydání
První české vydání se datuje do let 1905–1906 a pochází z pražského nakladatelství Josef R. Vilímek. Zde román vyšel ve čtyřech dílech v překladu Emila Musila-Daňkovského a s ilustracemi Josefa Ulricha. Jednotlivé díly mají tyto podtituly:
- Vězeň Bagdadský,
- Tajemství věže babylonské,
- Kníže temnot,
- Vítězství světla.

Další české vydání pochází z let 1937–1938, kdy román vyšel v překladu Stanislava V. Jizery a s ilustracemi Zdeňka Buriana, Clause Bergena a Josefa Ulricha v dalším pražském nakladatelství Toužimský a Moravec v rámci tzv. Malé řady románů Karla Maye. V tomto svém vydání však vydal nakladatel jako jeden osmidílný cyklus pod společným názvem V říši stříbrného lva nejen tento román ale i bezprostředně dějově navazující Mayovo dílo Ardistan a Džinistan. Jednotlivé díly mají tyto podtituly:
- V zemi černých stanů (1937),
- Vězeň bagdadský (1937),
- Tajemství věže babylonské (1937),
- V propastech Stínů (1937),
- Ahriman Mirza (1938),
- Růže ze Širázu (1938, zhruba od poloviny jde již o román Ardistan a Džinistan),
- V bažinách Ardistanu (1938),
- Na hoře Alláhově (1938).

Další české vydání mohlo vyjít až po padesáti pěti letech, roku 1992, protože komunistickým cenzorům se nemohl líbit náboženský náboj díla a jeho mystika. V tomto roce jej opět společně s románem Ardistan a Džinistan a v rozdělení do osmi dílů dle nakladatelství Toužimský a Moravec vydalo plzeňské nakladatelství Laser (stejným způsobem vyšel román i roku 2000 v nakladatelství Levné knihy KMa, Praha).
Samostatně román vyšel v sedmi svazcích v letech 1996–1998 v brněnském nakladatelství Návrat, v rámci jeho projektu Souborné dílo Karla Maye (překlad E. M. Daňkovský a Vladimír Šunda, ilustrace Josef Pospíchal).

## Film
V roce 1965 vznikl stejnojmenný film, který režíroval Franz Josef Gottlieb a kde hlavní roli hrál Lex Barker a roli Halefa Ralf Wolter, dějem se ale od románu značně liší.